# Kanton Esternay
Kanton Esternay (fr. Canton d'Esternay) byl francouzský kanton v departementu Marne v regionu Champagne-Ardenne. Tvořilo ho 21 obcí. Zrušen byl po reformě kantonů 2014.

## Obce kantonu
- Bethon
- Bouchy-Saint-Genest
- Champguyon
- Chantemerle
- Châtillon-sur-Morin
- Courgivaux
- Escardes
- Les Essarts-lès-Sézanne
- Les Essarts-le-Vicomte
- Esternay
- La Forestière
- Joiselle
- Le Meix-Saint-Epoing
- Montgenost
- Nesle-la-Reposte
- Neuvy
- La Noue
- Potangis
- Réveillon
- Saint-Bon
- Villeneuve-la-Lionne